# زوتوپیا
زوتوپیا (به انگلیسی: Zootopia) (که از ترکیب دو واژه zoo به معنای جانداران و کلمه یونانی Utopia به معنای آرمان‌شهر به وجود آمده و بنابر این یعنی «شهر آرمانی جانوران») یک پویانمایی رایانه‌ای سه‌بعدی آمریکایی اکران شده در ژانر کمدی و ماجراجویی، به کارگردانی بایرون هاوارد، ریچ مور و جرید بوش است. این فیلم توسط والت دیزنی پیکچرز تهیه شده است که به عنوان پنجاه و پنجمین فیلم پویانمایی در فهرست والت دیزنی به حساب می‌آید. از صداپیشگان این فیلم می‌توان به جنیفر گودوین، جیسون بیتمن، ادریس البا و شکیرا اشاره کرد. زوتوپیا توسط والت دیزنی پیکچرز در ۴ مارس ۲۰۱۶ در ایالات متحده اکران شد.
در ۱۳ فوریه ۲۰۱۶ در جشنواره فیلم‌های پویانمایی بروکسل در بلژیک این فیلم برگزیده شد و در ۴ مارس همان سال به صورت قالب‌های دو بعدی و دیجیتال سه بعدی انتشار گسترده آن در ایالات متحده انجام شد. در ترانهٔ پایانی این پویانمایی به نام «همه‌چیز را امتحان کن» با صدای شکیرا نامزد دریافت جایزه بهترین ترانه برای رسانه دیداری در پنجاه و نهمین مراسم جایزه گرمی شد. فروش این فیلم در سال ۲۰۱۶ در گیشه‌های کشورهای مختلف در حدود یک میلیارد دلار بود و چهارمین فیلم پرفروش در آن سال شد.

## خلاصه داستان
ماجرای پویانمایی زوتوپیا از این قرار است که خرگوش چابک و زرنگی به نام جودی هاپس بالاخره بعد از تلاش‌های فراوان، می‌تواند در آزمون ورودی اداره پلیس با نمره‌ای عالی قبول شود. اما به دلیل جثه کوچکی که در مقایسه با دیگر افسران پلیس دارد برای مأموریت ساده ای در شهر فرستاده می‌شود و در این میان به موضوع مشکوکی برمی‌خورد؛ با روباهی به نام نیک آشنا می‌شود. جودی به وسیله مدرکی که از نیک در دست دارد او را مجبور می‌کند تا برای پی بردن به مسئله مهمی که در شهر اتفاق افتاده است به او کمک کند. آنها به کمک هم می‌توانند مدارک زیادی را جمع‌آوری و مشکل شهر را حل کنند. و در نهایت دوستان خوبی برای هم می‌شوند.

## مشروح داستان
در دنیایی که حیوانات انسان‌انگاری‌شده در آن زندگی می‌کنند، جودی هاپس، خرگوشی از ناحیهٔ روستایی بانی‌بورو، به‌عنوان نخستین خرگوش افسر پلیس در شهر زوتوپیا استخدام می‌شود. در نخستین روز کاری‌اش در اداره پلیس زوتوپیا (ZPD)، رئیس بوگو او را به‌عنوان پارک‌بان منصوب می‌کند. جودی همان روز از سوی نیک وایلد، یک روباه سرخ باهوش و حقه‌باز، فریب می‌خورد. فردای آن روز، جودی محل مأموریتش را ترک می‌کند تا یک دزد خرده‌پا به نام دوک ویزلتون را به‌خاطر دزدیدن یک کیف پیاز زعفرانی دستگیر کند. هنگام توبیخ جودی توسط رئیس بوگو، خانم اوتراشتون وارد دفتر می‌شود و از ناپدید شدن همسرش، امت، که یکی از ۱۴ شکارچی مفقودشده است، استمداد می‌طلبد. جودی داوطلب می‌شود، و بوگو قصد دارد او را به‌خاطر سرپیچی از دستور اخراج کند، اما وقتی دون بِل‌وِدر، معاون شهردار گوسفند، از اقدام جودی ستایش می‌کند، بوگو موافقت می‌کند، مشروط به این‌که جودی ظرف ۴۸ ساعت پرونده را حل کند، وگرنه استعفا دهد.
جودی درمی‌یابد که آخرین کسی که امت را دیده، نیک بوده است، و با ضبط اعتراف او به فرار مالیاتی، او را وادار به همکاری می‌کند. آن‌ها خودروی لیموزینی را که امت را سوار کرده بود، ردگیری می‌کنند و می‌فهمند که مالک آن کسی نیست جز مِستر بیگ، یک موش قطبی و رئیس باند تبهکاران که نیک با او سابقه دارد. مستر بیگ فاش می‌کند که امت ناگهان «وحشی» شد و به رانندهٔ لیموزین، یک پلنگ سیاه به نام منچَس، حمله کرد. جودی و نیک از منچس بازجویی می‌کنند و او می‌گوید که امت پیش از حمله‌اش دربارهٔ «نایت هاولرها» فریاد می‌زد. منچس ناگهان خودش هم وحشی می‌شود و جودی و نیک را تعقیب می‌کند. جودی موفق می‌شود او را گیر بیندازد و پلیس را خبر کند، اما پیش از رسیدن نیروهای کمکی، منچس ناپدید می‌شود.
در تالار شهر، جودی و نیک به کمک دوربین‌های ترافیکی زوتوپیا می‌بینند که منچس را گرگها ربوده‌اند، و جودی گمان می‌برد که این گرگ‌ها همان «نایت هاولر» ها هستند. با دنبال‌کردن آن‌ها، جودی و نیک به آسایشگاهی می‌رسند که امت و دیگر شکارچیان مفقودشده در آن محبوس و وحشی شده‌اند. لاینهارت، شهردار شیر، آن‌ها را قرنطینه کرده و مشغول بررسی علت وحشی‌شدن آن‌هاست. لاینهارت و کارکنان آسایشگاه بازداشت می‌شوند و بل‌ودر شهردار جدید می‌شود.
جودی که بابت حل پرونده تحسین شده، از نیک می‌خواهد به‌عنوان شریک کاری به ZPD بپیوندد. اما در یک نشست خبری، جودی نادانسته اشاره می‌کند که دلیل وحشی‌شدن‌ها ممکن است به ساختار ژنتیکی شکارچیان مربوط باشد. نیک که دلخور و آزرده شده، او را ترک می‌کند. سخنان جودی باعث وحشت و تبعیض علیه شکارچیان در سراسر زوتوپیا می‌شود. جودی که احساس گناه می‌کند، استعفا می‌دهد و به بانی‌بورو بازمی‌گردد.
هنگام کار در غرفهٔ سبزیجات والدینش، جودی درمی‌یابد که «نایت هاولر» در واقع گل‌های سمی از گونهٔ Midnicampum هستند که در صورت خورده‌شدن اثرات روان‌گردان شدیدی دارند. او درمی‌یابد که کسی از این گل‌ها برای وحشی‌کردن شکارچیان استفاده کرده است، پس به زوتوپیا بازمی‌گردد و با نیک آشتی می‌کند. با کمک مستر بیگ، آن‌ها ویزلتون را بازجویی می‌کنند و او اعتراف می‌کند که کبشی به نام داگ او را اجیر کرده تا پیازهای نایت هاولر را بدزدد. آن‌ها داگ را در آزمایشگاهی در مترو پیدا می‌کنند که در آن سرمی از این گل‌ها تهیه کرده و با تفنگ بی‌هوشی شکارچیان را هدف می‌گیرد. پس از تعقیب‌وگریز، جودی و نیک یک اسلحهٔ حاوی سرم را به‌عنوان مدرک به‌دست می‌آورند، اما پیش از رسیدن به اداره پلیس، بل‌ودر در موزهٔ تاریخ طبیعی جلوی آن‌ها را می‌گیرد و مشخص می‌شود که او طراح توطئه‌ای گونه‌پرستانه بوده است. جودی و نیک در یکی از بخش‌های موزه گیر می‌افتند. بل‌ودر با تفنگ به نیک شلیک می‌کند و پلیس را فرا می‌خواند تا او را دستگیر کند، اما جودی و نیک نشان می‌دهند که تیرها را با توت آبی جایگزین کرده‌اند و اعتراف بل‌ودر را ضبط کرده‌اند.
بل‌ودر و هم‌دستانش بازداشت می‌شوند، در حالی‌که لاینهارت هرگونه اطلاع از نقشهٔ او را انکار می‌کند و می‌گوید زندانی‌کردن شکارچیان «اشتباه در راه درست» بوده است. شکارچیان درمان می‌شوند و جودی دوباره به اداره پلیس بازمی‌گردد. چند ماه بعد، نیک از آکادمی پلیس فارغ‌التحصیل می‌شود و به‌عنوان نخستین روباه افسر پلیس، شریک جودی می‌شود.

## صداپیشگان
- جنیفر گودوین در نقش «جودی هاپس»
- جیسون بیتمن در نقش «نیک وایلد»
- ادریس البا در نقش رئیس پلیس «بوگو»
- بانی هانت در نقش «بونی هاپس»، مادر جودی هاپس
- دان لیک در نقش «استو هاپس»، پدر جودی هاپس
- شکیرا در نقش «غزال» خواننده مشهور در زوتوپیا
- جی. کی. سیمونز در نقش «لئودور لاینهارت» شهردار زوتوپیا
- جنی سلیت در نقش «داون بلودر» منشی شهردار
- نیت تورنس در نقش «بنجامین کلاوهاوزر» دفتردار اداره پلیس شهر
- موریس لامارچ در نقش «بزرگ آقا» رئیس مافیا
- اکتاویا اسپنسر در نقش خانم «اوترتون» همسر آقای اوترتون مفقود
- جسی کورتی در نقش «مانچز» راننده شخصی بزرگ آقا

## جوایز
این پویانمایی موفق به کسب جایزه اسکار بهترین فیلم پویانمایی در هشتاد و نهمین دوره جوایز اسکار و بهترین فیلم پویانمایی در هفتاد و چهارمین مراسم گلدن گلوب شد.